# 宋悼公
宋悼公（？—前385年），原名購由，宋後昭公之子，在位8年。歷史學家楊寬認為，宋悼公時，宋國已經衰落，有可能遷都彭城（今江蘇省徐州市）。悼公有可能曾被俘虜，《史記・韓世家》記載：「文侯二年（前385年），……伐宋，到彭城，執宋君。」宋君可能是宋悼公。悼公也可能被殺，故諡法為「悼」。